# Тральщики проекта 12700
Базовые тральщики проекта 12700 «Александрит» — серия российских морских противоминных кораблей базовой зоны, спроектированная в Центральном морском конструкторском бюро «Алмаз» для ВМФ России, относятся к новому поколению кораблей противоминной обороны (ПМО) ближней морской зоны. Предназначены для поиска и уничтожения мин в акваториях военно-морских баз на безопасной для корабля дистанции.
На май 2025 года — запланировано строительство 15 кораблей, построено 10 (9 в составе флота), 4 строятся, 1 планируется к закладке.

## Проект
Особенностью данного проекта является то, что корпус изначально разрабатывался под возможность строительства на его основе патрульных кораблей или вспомогательных судов различного назначения как для военных, так и для гражданских заказчиков.
Данный проект тральщика должен стать основой ВМФ России по противоминной обороне в ближней морской зоне. Тральщики проекта пойдут в серию после прохождения испытаний противоминного комплекса на головном судне проекта «Александр Обухов».
С восьмого корабля серии будут изменены ТТХ, в числе всех изменений озвучены — увеличение длины корабля, установка нового противоминного комплекса.

## Конструкция
В проекте 12700 предусмотрено формирование противоминного контура с применением новейших высокоэффективных гидроакустических станций, размещаемых как на самом корабле, так и на телеуправляемых и автономных подводных аппаратах для поиска и уничтожения морских мин в прибрежной и морской зоне, интегрированной мостиковой системы, главного командного пункта — автоматизированной системы управления противоминными действиями. Вместе с тем корабль способен использовать и традиционное тральное вооружение.
Тральщики проекта обладают высокой манёвренностью за счёт применения эффективного комплекса различных подруливающих устройств. Много внимания конструкторы уделили комфорту экипажа — на корабле созданы все условия для эффективного выполнения боевых задач и отдыха.
Корабль имеет уникальный, самый большой в мире корпус из монолитного стеклопластика, сформированный методом вакуумной инфузии. Для успешного внедрения этой технологии была произведена закупка современного оборудования и программных продуктов, а также создано опытное производство. ОАО «СНСЗ» — единственный в России завод, владеющий такой технологией и единственный в мире, кто может создавать монолитные корпуса длиной до 80 метров. Достоинством такого «немагнитного» корпуса является более высокая прочность в сравнении со стальными корпусами, что обеспечивает большую живучесть корабля при поиске мин. Срок службы такого корпуса больше, чем у корпуса из маломагнитной стали, а масса корпуса значительно меньше.
На этих кораблях установлены 2 звездообразных 42-цилиндровых дизельных двигателя М503Б-1 мощностью по 2500 л. с. каждый производства ПАО «Звезда». Скорость наибольшая —16,5 узлов.
На головном корабле противоминной обороны «Александр Обухов» предусматривалось установить французское оборудование системы поиска мин. Оборудование (безэкипажные катера Inspector Mk.II) было поставлено, несмотря на санкции. В дальнейшем были разработаны и произведены российские аналоги (безэкипажные катера «Сканда» на базе БЛ-680).

## История строительства
Головной тральщик, названный «Александр Обухов» (заводской № 521), был заложен 22 сентября 2011 года на «Средне-Невском судостроительном заводе». По первоначальному плану спуск на воду был запланирован на 2012 год. Затем сроки были перенесены на 2013 год, также в 2013 году ожидалось начало серийного строительства кораблей проекта. Позже генеральный директор Средне-Невского судостроительного завода Владимир Середохо заявил в интервью агентству Rambler News Service (RNS), что «сроки сдачи головного корабля противоминной обороны проекта 12700 „Александр Обухов“ были сорваны из-за отказа французских партнёров поставить необходимое оборудование».
26 марта 2014 года БТ «Александр Обухов» был выведен из достроечного цеха на открытую площадку для подготовки к спуску на воду). Спуск состоялся 27 июня 2014 года с ожидаемым сроком ввода в состав Балтийского флота в IV квартале 2015 года. 16 июля 2015 года тральщик совершил переход со Средне-Невского завода в Кронштадт, затем в Балтийск, где 20 июля начались заводские ходовые испытания. Введён в состав флота 9 декабря 2016 года.
В марте 2015 года заместитель главкома ВМФ по вооружению контр-адмирал Виктор Бурсук заявил, что по кораблестроительной программе до 2050 года ВМФ России планирует получить около 30 кораблей, представляющих собой различные модификации проекта 12700, в том числе до 2025 года — минимум 10 кораблей.
24 апреля 2015 года на «Средне-Невском судостроительном заводе» был заложен второй (первый серийный) тральщик, названный «Георгий Курбатов». Его строительство было приостановлено до прохождения испытаний противоминного комплекса на ТЩ «Александр Обухов». В июне 2016 года корпус тральщика «Георгий Курбатов» серьёзно пострадал во время пожара.
В ноябре 2016 года начались работы по выкладке армирующей композитной ткани в матрицу для третьего серийного корабля.
9 декабря 2016 года главнокомандующий ВМФ Владимир Королёв сообщил, что на указанную дату всего законтрактовано 8 кораблей этого проекта (включая переданный флоту «Александр Обухов»), а в долгосрочной перспективе их планируется более 40. Тогда же издание «Фонтанка» сообщило, что введённые против России санкции делают сроки реализации проекта неопределёнными.
19 января 2017 года представитель Департамента информации и массовых коммуникаций Минобороны России по ВМФ капитан 1-го ранга Игорь Дыгало проинформировал, что в ближнесрочной перспективе планируется строительство около 20 кораблей противоминной обороны данного проекта. В интервью «Российской Газете» от 19 февраля 2017 главком ВМФ адмирал Владимир Королёв подтвердил ранее озвученные сведения о том, что в обозримой перспективе для ВМФ, помимо «Александра Обухова», будет построено ещё 7 кораблей противоминной обороны подобного типа, а в долгосрочном плане составы флотов должны пополнить, как минимум, 40 кораблей ПМО.
25 января 2017 состоялась закладка третьего тральщика (второго серийного) «Иван Антонов».
Помимо «Средне-Невского судостроительного завода» строительство кораблей проекта 12700 запланировано также на Амурском судостроительном заводе (АСЗ). Однако в 2018 году было объявлено, что из-за недостаточности финансирования сроки начала строительства кораблей проекта на АСЗ сдвинутся вправо.
27 сентября 2019 года на рабочем совещании по строительству и испытаниям надводных кораблей для ВМФ России генеральный директор Средне-Невского судостроительного завода В. А. Середохо отметил, что сейчас завершился первый этап модернизации производственных мощностей, что позволит заводу выйти на график строительства и передачу флоту до 2 тральщиков проекта 12700 в год, а после второго этапа модернизации и развития производственных мощностей завода позволит уже в ближайшей перспективе выйти на строительство и передаче флоту до 3 тральщиков проекта 12700 в год.

Однако скорость передачи кораблей флоту зависит не только от производственных мощностей верфи-строителя, Средне-Невского судостроительного завода, но и от скорости поставки высокооборотных дизелей для этих кораблей. Их производитель, ПАО «Звезда», периодически не справлялся с поставками: 
Так, выпуск по меньшей мере двух дизелей М-503Б-1 для кораблей противоминной обороны «Александрит» сдвинулся на несколько месяцев, переехав с конца 2017 года примерно на осень 2018 года. Аналогичная ситуация — еще как минимум с двумя судовыми дизель-генераторами АДГР-315М для кораблей того же типа: сроки «уехали» вправо на 4-6 месяцев. 
По состоянию на июль 2021 года в строю находились 4 корабля данного проекта, до конца года планировалась передача флоту ещё двух тральщиков.

В ходе форума «Армия-2021» стало известно, что ВМФ России получит ещё по меньшей мере 10 тральщиков проекта 12700 (или его модификаций): 
Для усиления противоминной обороны акваторий РФ запланирована постройка ещё 10 кораблей проекта 12700.

## Представители проекта
Корабли постройки АО «СНСЗ»
| №  | Название             | Борт. № | Зав. № | Закладка   | Спуск на воду | Передача флоту | Место службы | Состояние                                                 | Прим.                      |
| -- | -------------------- | ------- | ------ | ---------- | ------------- | -------------- | ------------ | --------------------------------------------------------- | -------------------------- |
| 1  | «Александр Обухов»   | 507     | 521    | 22.09.2011 | 27.06.2014    | 09.12.2016     | БФ           | В строю                                                   | В составе 64-й БрКОВР БФ   |
| 2  | «Георгий Курбатов»   | 464     | 522    | 24.04.2015 | 30.09.2020    | 20.08.2021     | ЧФ           | В строю                                                   | В составе 68-й БрКОВР ЧФ   |
| 3  | «Иван Антонов»       | 460     | 523    | 25.01.2017 | 25.04.2018    | 26.01.2019     | ЧФ           | В строю                                                   | В составе 68-й БрКОВР ЧФ   |
| 4  | «Владимир Емельянов» | 466     | 524    | 20.04.2017 | 30.05.2019    | 28.12.2019     | ЧФ           | В строю                                                   | В составе 68-й БрКОВР ЧФ   |
| 5  | «Яков Баляев»        | 701     | 525    | 26.12.2017 | 29.01.2020    | 26.12.2020     | ТОФ          | В строю                                                   | В составе 114-й БрКОВР ТОФ |
| 6  | «Пётр Ильичёв»       | 721     | 526    | 25.07.2018 | 28.04.2021    | 16.11.2022     | ТОФ          | В строю                                                   | В составе 114-й БрКОВР ТОФ |
| 7  | «Анатолий Шлемов»    | 757     | 527    | 12.07.2019 | 26.11.2021    | 29.12.2022     | ТОФ          | В строю                                                   | В составе 114-й БрКОВР ТОФ |
| 8  | «Лев Чернавин»       | 660     | 528    | 24.07.2020 | 14.04.2023    | 25.12.2023     | БФ           | В строю                                                   | В составе 64-й БрКОВР БФ   |
| 9  | «Афанасий Иванников» | 625     | 529    | 09.09.2021 | 09.08.2024    | 07.05.2025     | СФ           | В строю                                                   | В составе 5-й БрТщ СФ      |
| 10 | «Полярный»           | 635     | 530    | 12.06.2022 | 24.04.2025    | 12.2025        | СФ           | Достраивается на плаву, готовится к швартовным испытаниям | В составе 5-й БрТщ СФ      |
| 11 | «Дмитрий Лысов»      |         | 531    | 19.06.2023 | 08.2025       | 2026           | СФ           | Готовится к спуску на воду                                |                            |
| 12 | «Семён Агафонов»     |         | 532    | 18.01.2024 | 2026          | 12.2026        | СФ           | Строится                                                  |                            |
| 13 | «Виктор Корнер»      |         | 533    | 16.07.2024 | 2026          | 2027           | CФ           | Строится                                                  |                            |
| 14 | «Сергей Преминин»    |         | 534    | 16.05.2025 | 2027          | 12.2027        | СФ           | Строится                                                  |                            |
| 15 | «???»                |         | 535    | 08.2025    |               |                |              | Готовится к закладке                                      |                            |

Цвета таблицы:

Белый — не достроен или утилизирован без спуска на воду

 Зелёный  — действующий в составе ВМФ России

 Синий — находится в ремонте или на модернизации

 Серый — выведен за штат, находится на консервации, хранении или отстое

 Красный  — списан, утилизирован или потерян